# Macrosolen tricolor
Macrosolen tricolor là một loài thực vật có hoa trong họ Loranthaceae. Loài này được (Lecomte) Danser mô tả khoa học đầu tiên năm 1929.